# William Sherman Jennings
William Sherman Jennings, född 24 mars 1863 i Marion County, Illinois, död 27 februari 1920 i St. Augustine, Florida, var en amerikansk demokratisk politiker. Han var guvernör i delstaten Florida 1901-1905.
Jennings studerade juridik i Chicago och flyttade 1885 till Florida. Han var ledamot av Florida House of Representatives, underhuset i delstatens lagstiftande församling, 1893-1895, det sista året talman.
Jennings efterträdde 1901 William D. Bloxham som guvernör i Florida. Han efterträddes fyra år senare av Napoleon B. Broward.
Jennings var baptist. Hans grav finns på Evergreen Cemetery i Jacksonville.